# Proton Synchrotron

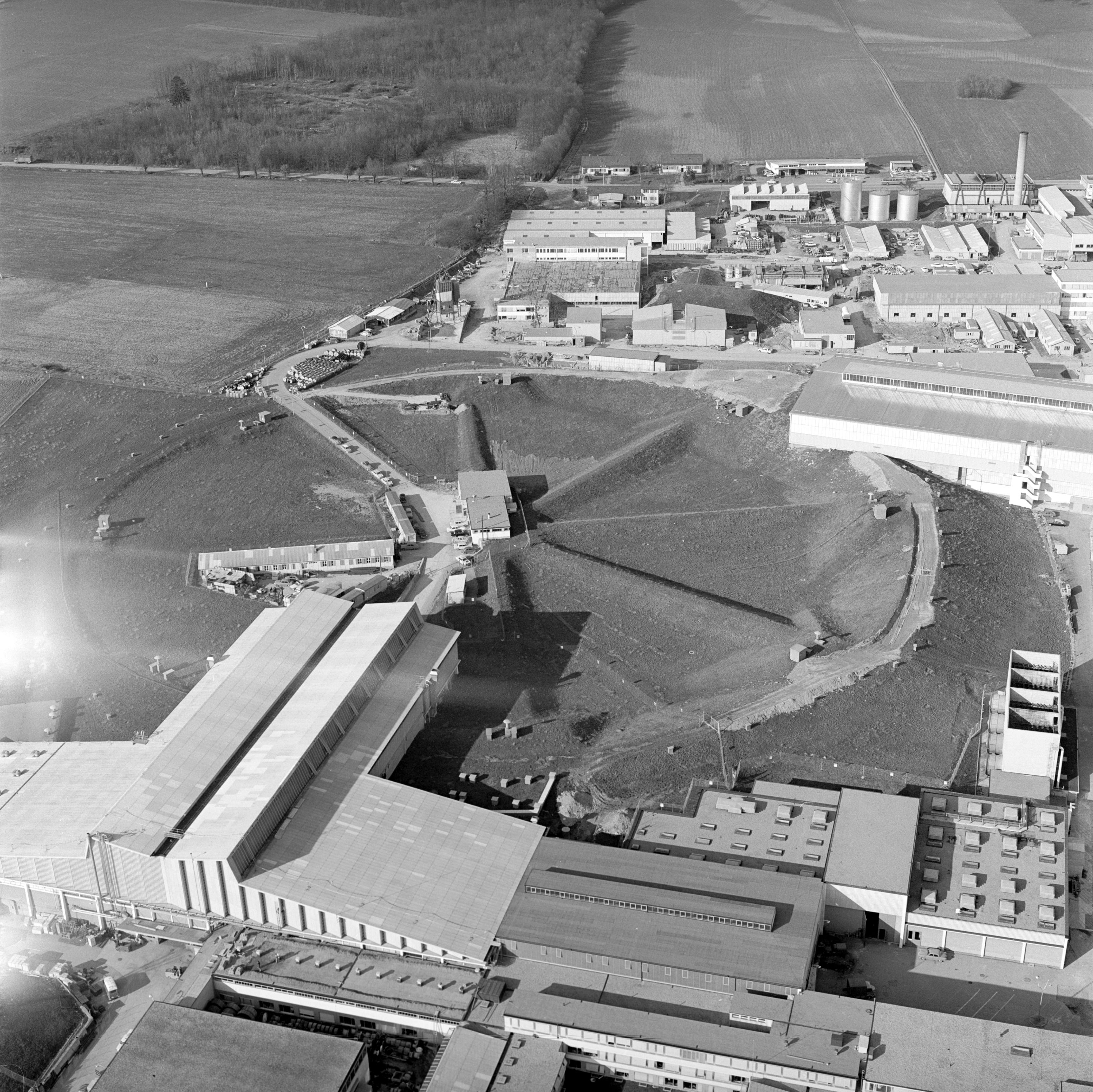
Das Betriebsgelände des Proton Synchrotrons im Jahre 1965

Das Proton Synchrotron (PS) ist ein Synchrotron-Teilchenbeschleuniger mit 628 m Umfang am CERN. Mit dem Linearbeschleuniger LINAC II auf 50 MeV beschleunigte Protonen werden in den Proton Synchrotron Booster (PSB) eingespeist und auf 1,4 GeV beschleunigt, bevor sie in den PS weitergeleitet werden.

## Geschichte
Das Proton Synchrotron ging erstmals im November 1959 in Betrieb. Die feierliche Eröffnung des CERN-Synchrotrons fand am 5. Februar 1960 in Anwesenheit zahlreicher Kernforscher statt.
Mit einer Protonenenergie von 28,3 GeV war es bis zur Inbetriebnahme des Alternating Gradient Synchrotron im Juli 1960 der stärkste Teilchenbeschleuniger weltweit. Die höchste Protonenenergie eines Teilchenbeschleunigers hatte mit 10 GeV bis dahin das Synchrophasotron erreicht.
Mit dem Bau der nächsten Beschleuniger-Generationen kamen dem Proton Synchrotron verschiedene Rollen als Vorbeschleuniger zu, erst wurde das in den 1970er-Jahren errichtete Super Proton Synchrotron (SPS) mit Protonen gespeist. In den Jahren 1989–2000, als das Super Proton Synchrotron selbst als Vorbeschleuniger des Large Electron-Positron Collider (LEP) diente, wurde das SPS vom PS mit Elektronen und Positronen gespeist. Seit dem Bau des Large Hadron Colliders (LHC) speist das PS das SPS mit Protonen und mit Bleikernen.
Im Herbst 2006 wurde auf einer Konferenz zur Ausarbeitung von Wegen zur Steigerung der Luminosität des LHC eine Ablösung des PS durch einen Neubau mit doppeltem Umfang befürwortet. Planungen von Anfang 2009 sahen den Bau des Proton Synchrotron 2 (PS2) und den Ersatz der Vorbeschleuniger des PS vor, welche aber aus finanziellen Überlegungen im Jahr 2011 verworfen wurden.

## Betrieb
Der intensive Protonenstrahl des Proton Synchrotron wird zur Erzeugung von Antiprotonen genutzt. Die erzeugten Antiprotonen wurden für Experimente mit Antimaterie
erst mit dem PS selbst abgebremst, bis der speziell für diesen Zweck errichtete Antiproton Decelerator AD im Juli 2000 in Betrieb ging. Ab 1981 wurde das SPS für Proton-Antiproton-Kollisions-Experimente genutzt, dazu wurden die mit dem PS erzeugten Protonen erst in einem Speicherring „Antiprotonen-Akkumulator“ zwischengespeichert und anschließend nach Vorbeschleunigung im PS in das SPS eingeschleust.
Der Strahl im PS wird durch konventionelle, nicht supraleitende Magnete gelenkt, wodurch der Betrieb bei Raumtemperatur möglich ist. Durch Umbauten konnte die ursprüngliche Strahlintensität der 1950er-Jahre um Faktor 1000 gesteigert werden, die maximale Protonenenergie liegt zurzeit bei 25 GeV. Im PS wurden neben Protonen, Elektronen und Positronen auch Antiprotonen, Alpha-Teilchen, Sauerstoffionen und Schwefelionen beschleunigt.